# Monte Nero (Alpi Giulie)
Il Monte Nero (in sloveno Krn, in friulano Mont Neri o in passato Lavadôr)  è una montagna delle Alpi Giulie alta 2.245 m, già in territorio italiano dal 1920 al 1947. Sorge in Slovenia, nel comune di Caporetto, a pochi chilometri dal confine con il Friuli-Venezia Giulia.

## Etimologia
La montagna deve il suo nome italiano alla sbagliata interpretazione del significato della denominazione slovena Krn (probabilmente derivante dalla radice preromana *kar, riferita a luoghi rocciosi o sassosi) confusa con la parola Črn ("nero"). In friulano era nota un tempo col nome di Lavadôr ("lavatoio"), nome che oggi si riferisce invece solo al versante sud-ovest. Tale nome deriverebbe dal fatto che il versante visibile dalla Pianura Friulana si presenta come un enorme lavatoio.

## La prima guerra mondiale
Deve la sua fama alle azioni belliche che il 16 giugno 1915, durante la prima guerra mondiale, portarono alla sua conquista da parte del  Regio esercito italiano. Fu la prima importante azione militare della guerra. Un famoso soldato presente fu Alberto Picco di Ulrico (La Spezia, 14 luglio 1894 – Monte Nero, 16 giugno 1915) calciatore italiano di La Spezia prima del conflitto. Sottotenente di complemento del corpo degli Alpini, cadde durante la battaglia per la conquista del Monte Nero.
Il 3º reggimento alpini composto dai battaglioni Susa, Pinerolo, Exilles e Fenestrelle, al comando dell'allora colonnello Donato Etna con un'azione notturna occupò la vetta del monte costringendo alla resa il presidio nemico e resistendo ai successivi contrattacchi austriaci.
Wenn hier von diesem glänzenden Angriffe gesprochen wird, der in unserer Kriegsgeschichte rückhaltlos als Erfolg des Feindes gebucht wird, dann fügt jeder rasch hinzu: Hut ab vor den Alpini. Das war ein Meisterstück»
(Alice Schalek, Am Isonzo: März bis Juli 1916, Vienna, Seidel u. Sohn, 1916, p. 225)
comincia il fuoco, l'artiglieria

il Terzo Alpini è sulla via

Monte Nero a conquistar»
(Monte Nero, canto degli Alpini)
fino all'altura di Doberdò,

un reggimento più volte distrutto:

alfine indietro nessuno tornò.»
(Fuoco e mitragliatrici, Canto di protesta risalente al primo conflitto mondiale)

## Galleria d'immagini

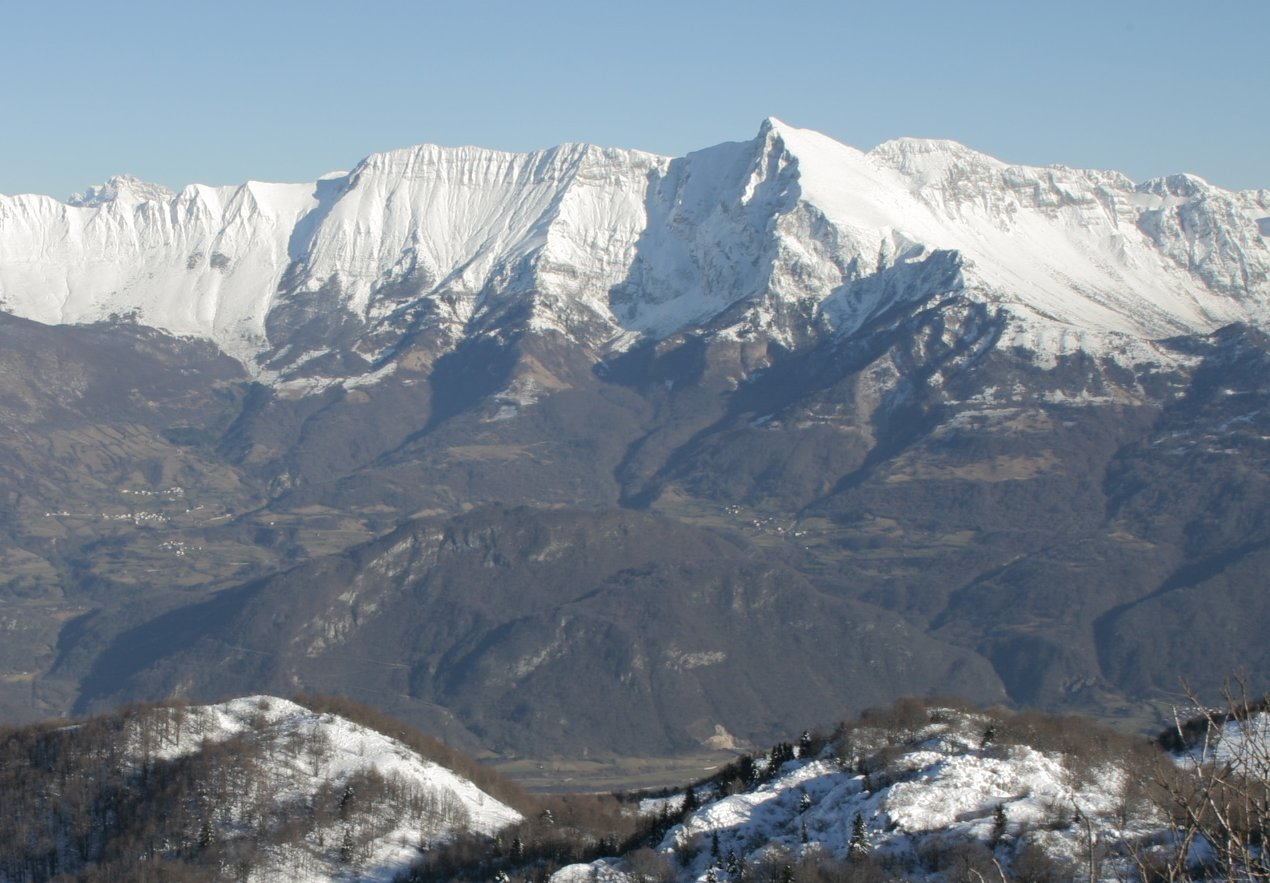
Il Monte Nero visto dalla cima del Matajur
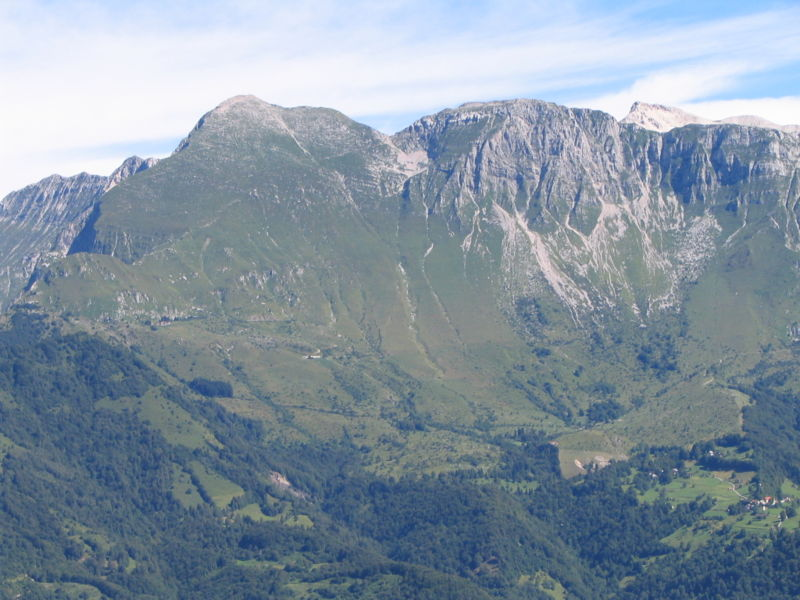
Il Monte Nero visto dal Monte Colovrat
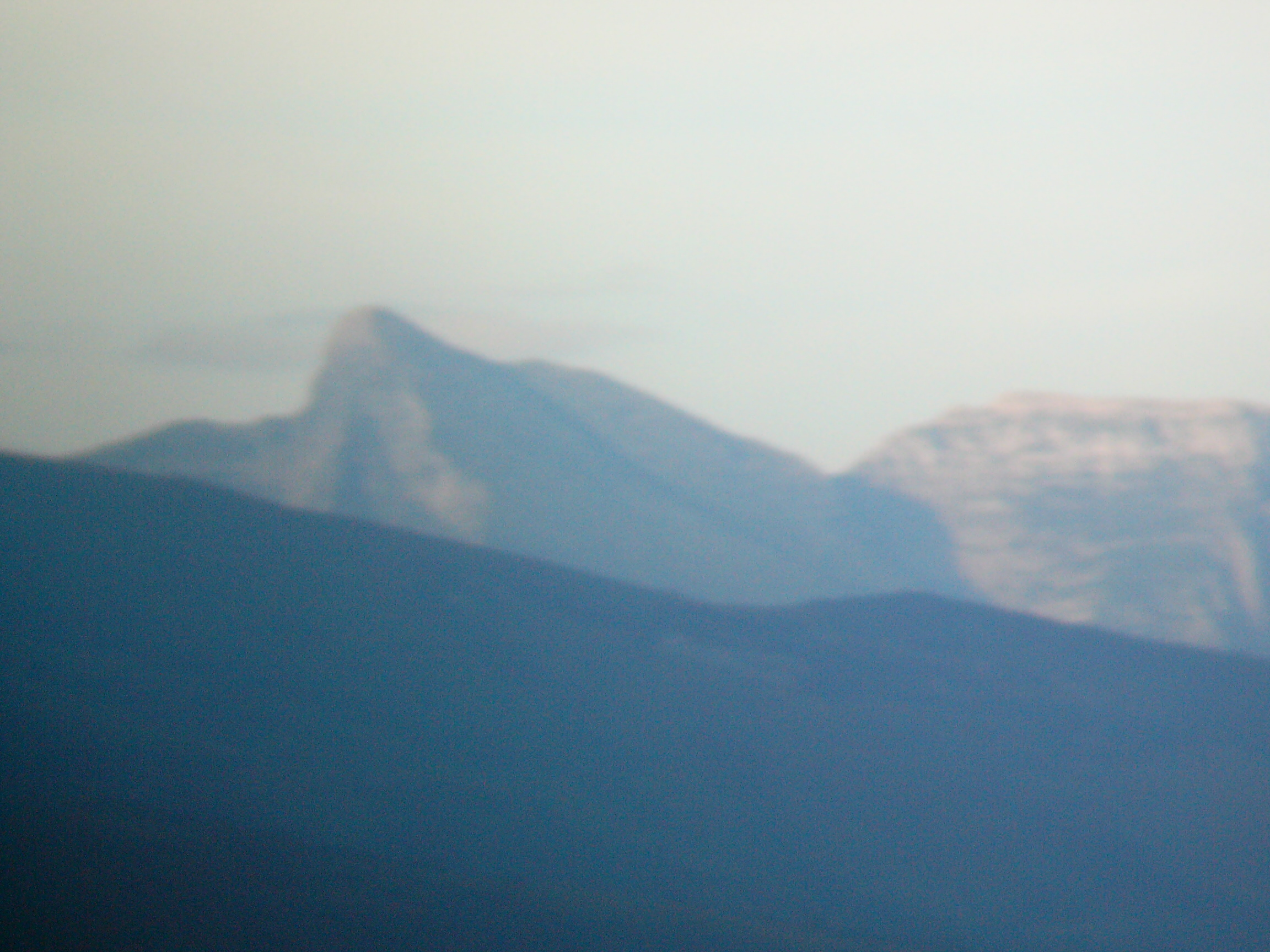
Il Monte Nero visto da Udine
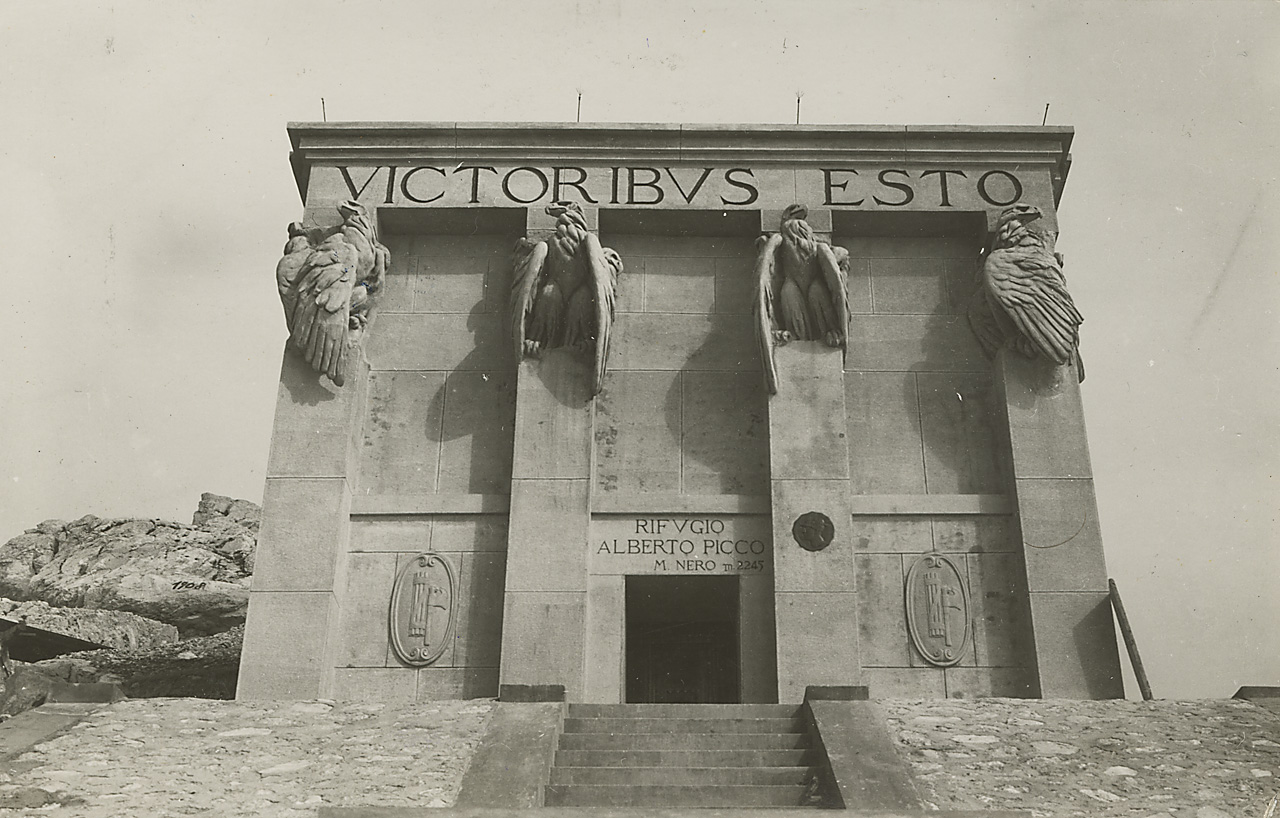
Monumento rifugio eretto nel 1928 sulla cima del Monte Nero in ricordo di Alberto Picco di Ulrico e demolito nel 1951